# Les 1001 nuits
Les 1001 nuits er en fransk film fra 1990 af Philippe de Broca.

## Medvirkende
- Thierry Lhermitte
- Gérard Jugnot som Jimmy Genius
- Catherine Zeta-Jones som Scheherazade
- Stéphane Freiss som Aladdin
- Vittorio Gassman som Sindbad
- Roger Carel